# Vescomtat de Douai
El vescomtat o castellania de Douai fou una jurisdicció feudal del nord de França centrada al castell de Douai. Sembla que el castellà o vescomte era feudatari de Flandes i després d'Artois (1180). La línia va continuar en el descendents de Gautier V.
Els castellans o vescomtes foren:
- Hug vers 1035-1051, casat amb Adela filla de Gautier II vescomte o castellà de Cambrai. Va tenir dos fills, Gautier i Hug. Aquest segon, Hug, fou nomenat vescomte o castella de Cambrai (vegeu vescomtat de Cambrai) pel comte Robert II de Flandes
- Eudes, parentiu amb l'anterior desconegut, vers 1051-?, era viu el 1088
- Gautier I ?-1111, fill d'Hug, casat amb Ermengarda, van tenir una filla de nom Adelina.
- Gautier II, parentiu amb els anteriors desconegut, vers 1111-1160. va tenir set fills, sent el gran Miquel
- Miquel, fill, vers 1160-28 de març de 1190, va tenir dos fills, Gautier (III) i Balduí.
- Gautier III, fill, 1190-21 de febrer de 1208, casat amb Agnes de Beaumez, van tenir dos fills Gautier (IV) i Isabel.
- Gautier IV, fill, 1208-vers 1224, casat amb Hawida van tenir tres fills, Gautier (V), Hug i Gil.
- Gautier V vers 1224-1280, casat amb Joana de Roisin